# Big Horn

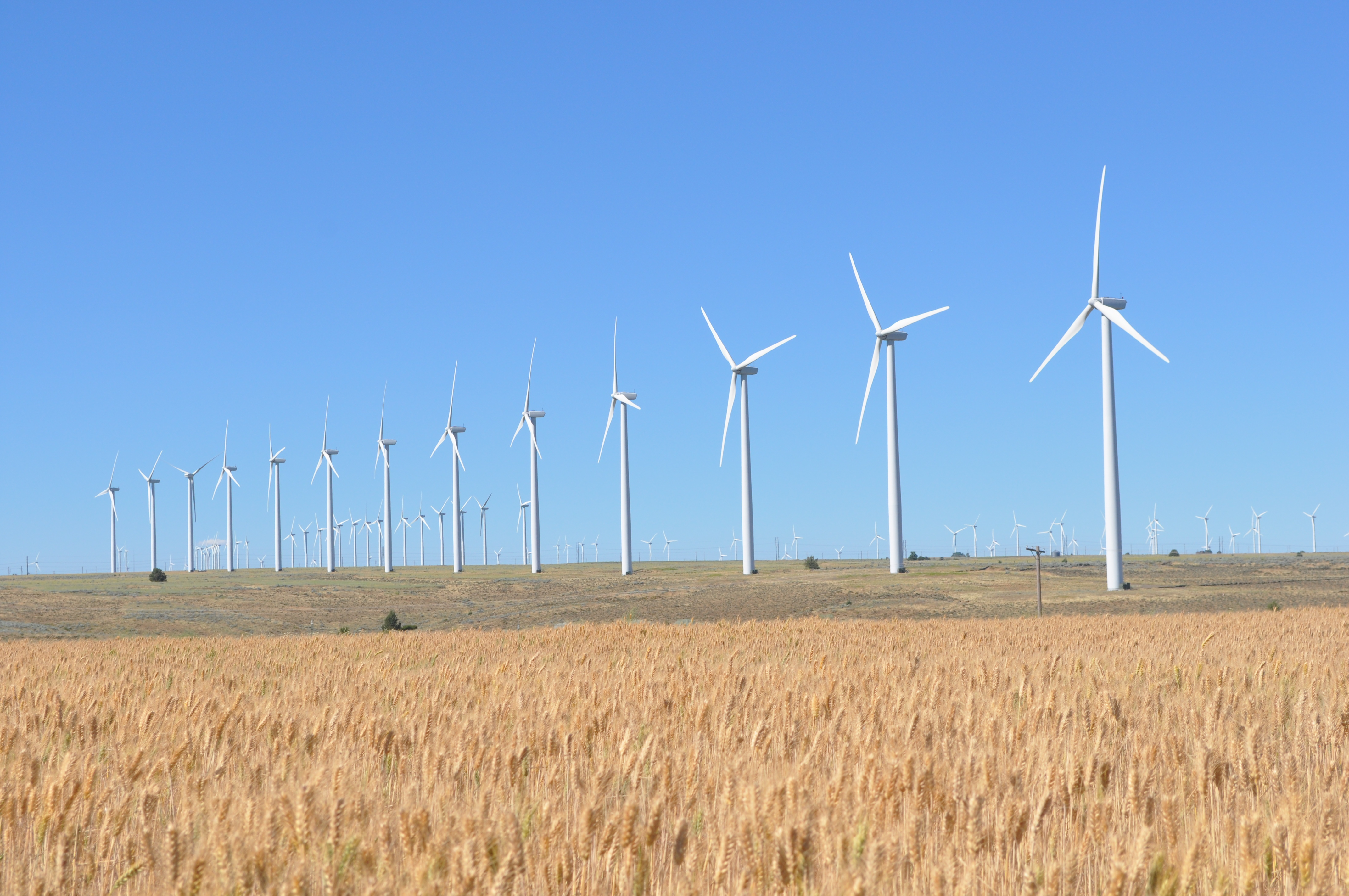
Aerogeneradores de Big Horn

El parque eólico Big Horn es un parque eólico de 200 megavatios en el condado de Klickitat, estado de Washington, Estados Unidos. Utiliza 133 turbinas eólicas de 1,5 MW de GE Energy. El parque eólico es propiedad de Big Horn LLC, filial de Iberdrola Renewables. El 98 por ciento de la tierra en la que se encuentra todavía está disponible para usos tradicionales como la caza y la agricultura.